# ولرا
ولرا (به انگلیسی: Vellora) یک روستا در هند است که در Kannur district واقع شده‌است.

## خصوصیات
ولرا ۹٬۷۹۴ نفر جمعیت دارد.